# ペドロ・プロエンサ
ペドロ・プロエンサ・オリヴェイラ・アウヴェス・ガルシア（Pedro Proença Oliveira Alves Garcia, 1970年11月3日 - ）はポルトガル出身のサッカー審判員である。

## 概要
1998年に国内1部リーグスーペル・リーガの審判を務める。2003年にFIFAのライセンスを取得し国際審判員として活動している。副業はファイナンシャル・アドバイザー。母語であるポルトガル語の他に、第二言語として英語を使用できる。2004年にUEFAカップでヨーロッパ主要国際大会の主審を務めると、以降UEFAチャンピオンズリーグやUEFAヨーロッパリーグの多くの試合で主審を務めている。2010-11シーズンにはポルトガルサッカー連盟から最優秀審判賞に選ばれた。また、2012年5月17日には、UEFAチャンピオンズリーグ 2011-12 決勝の主審を務めることがUEFAから発表された。また、UEFA EURO 2012では決勝戦の主審を務めた。